# Municipio de Branson
El municipio de Branson (en inglés: Branson Township) es un municipio ubicado en el condado de Taney en el estado estadounidense de Misuri. En el año 2010 tenía una población de 18469 habitantes y una densidad poblacional de 126,02 personas por km².

## Geografía
El municipio de Branson se encuentra ubicado en las coordenadas 36°40′53″N 93°15′49″O / 36.68139, -93.26361. Según la Oficina del Censo de los Estados Unidos, el municipio tiene una superficie total de 146.56 km², de la cual 144.2 km² corresponden a tierra firme y (1.61%) 2.35 km² es agua.

## Demografía
Según el censo de 2010, había 18469 personas residiendo en el municipio de Branson. La densidad de población era de 126,02 hab./km². De los 18469 habitantes, el municipio de Branson estaba compuesto por el 90.91% blancos, el 1.46% eran afroamericanos, el 0.83% eran amerindios, el 1.13% eran asiáticos, el 0.11% eran isleños del Pacífico, el 3.21% eran de otras razas y el 2.36% pertenecían a dos o más razas. Del total de la población el 7.68% eran hispanos o latinos de cualquier raza.